# ميخائيل ميلس
ميخائيل ميلس (بالإنجليزية: Michael Mills)‏ هو صحفي أيرلندي، ولد في 31 أكتوبر 1927 في Mountmellick ‏ في جمهورية أيرلندا، وتوفي في 13 أبريل 2008 في دبلن في جمهورية أيرلندا.